# 断裁機
断裁機（だんさいき）とは、決められた寸法（長さ）を合わせて紙・プラスチックなどを切断するための機械のこと。製本の加工工程の一つで多く利用されているほか、合成樹脂や、カーボンシート等の切断加工にも広く利用される。なお、機密保持などのために紙を細断するペーパーシュレッダーとは用途が異なる。

## 種類
平断裁機
一方向のみを切断する断裁機の事を指し、主に全紙等の大きなものを重ねて切断する場合に利用される。
三方断裁機
三方向を同時に切断する断裁機の事を指し、主に製本された本等を重ねて切断する場合に利用される。